# Scenocharops montanus
Scenocharops montanus là một loài tò vò trong họ Ichneumonidae.